# Serwer

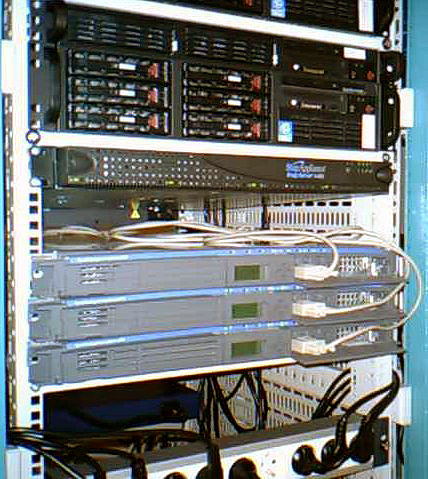
Zdjęcie części serwerów Fundacji Wikimedia

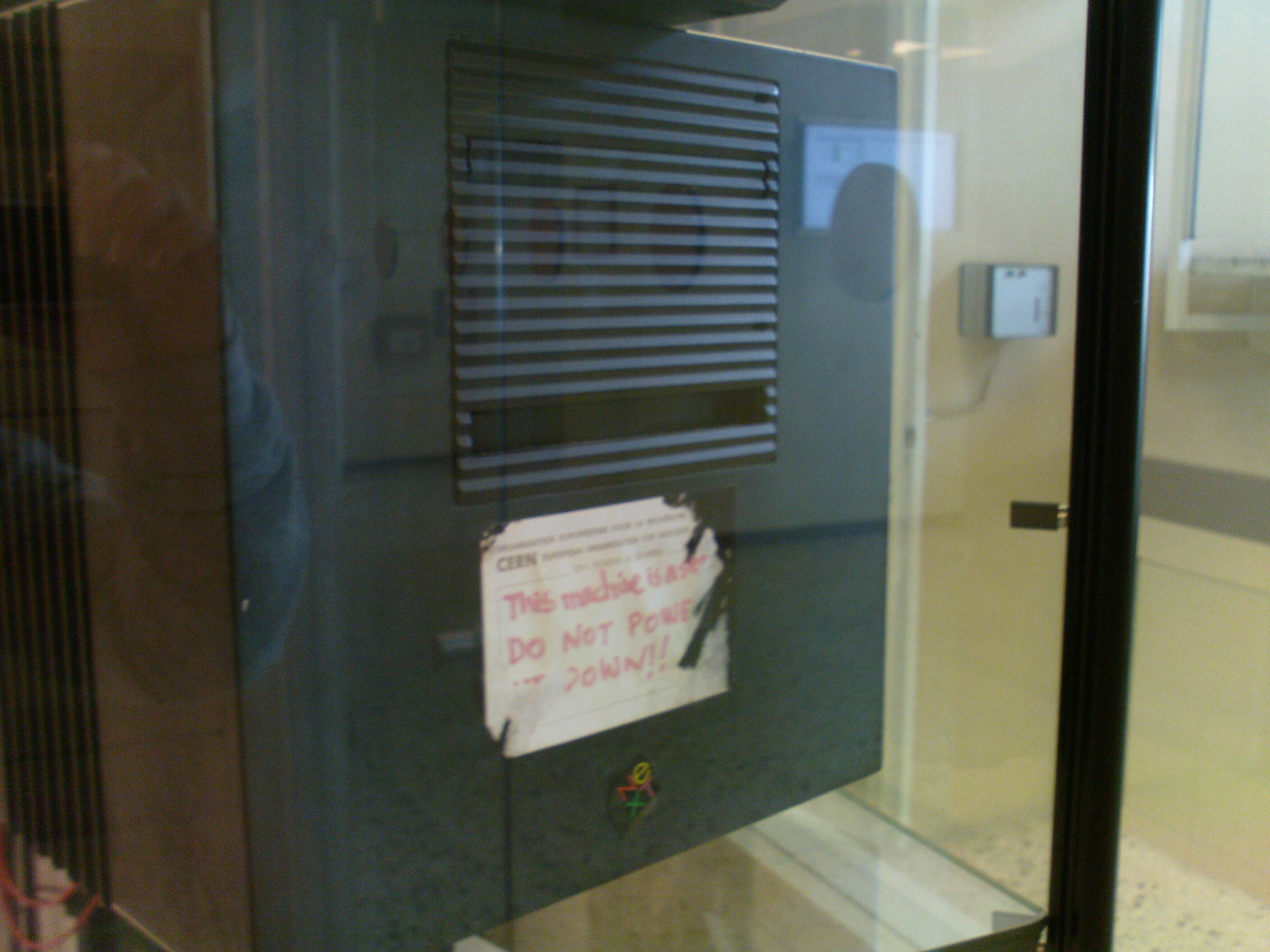
Pierwszy serwer WWW zlokalizowany w centrum komputerowym CERN. Na kartce widnieje napis "ta maszyna to serwer, nie wyłączać"

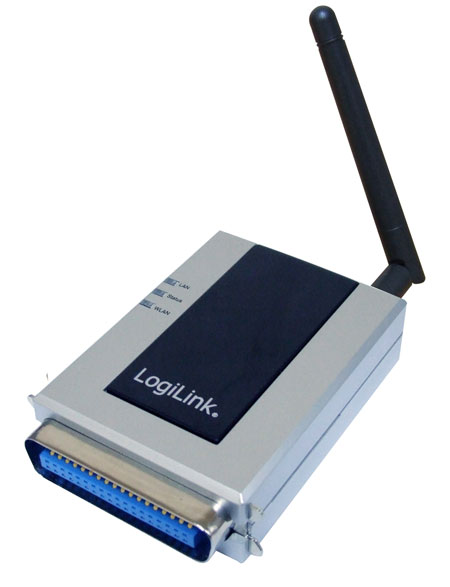
Serwer wydruku WiFi

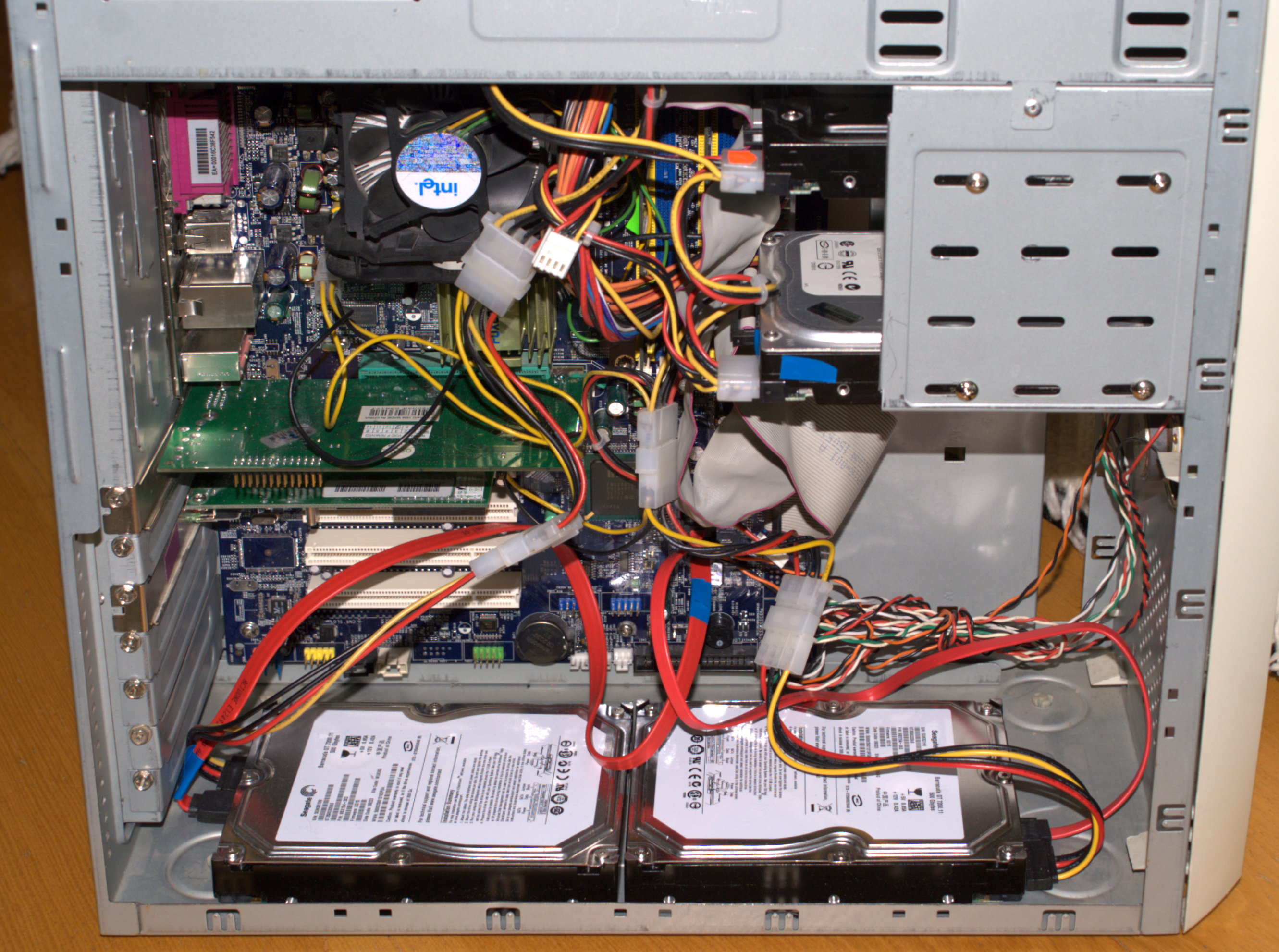
PC jako serwer.
Dla lepszego chłodzenia dwa dyski przykręcono do dna obudowy.

Serwer – program komputerowy świadczący usługi na rzecz odpowiednich programów zazwyczaj uruchomionych na innych komputerach podłączonych do sieci komputerowej. Innymi słowy serwerem nazywa się system oprogramowania biorący udział w udostępnianiu zasobów. Przykładami udostępnianych zasobów są pliki, bazy danych, łącza internetowe, a także urządzeń peryferyjnych jak drukarki i skanery.
Serwerem nazywa się często również komputer świadczący takie usługi, zazwyczaj udostępnianie pewnych zasobów innym komputerom lub przekaz danych.
Serwerem może być zwykły komputer, jednak w celu pełnego wykorzystania możliwości, jakie daje oprogramowanie serwerowe, powinna to być maszyna przeznaczona do tej roli. Maszyny takie są przystosowane do pracy ciągłej, wyposaża się je w duże i szybkie dyski twarde lub SSD, głównie SAS (dawniej SCSI), dużą ilość pamięci RAM najczęściej z funkcją ECC oraz wydajne wielordzeniowe procesory serwerowe. Najczęściej serwerowe płyty główne mogą obsłużyć 2, 4 lub więcej procesorów.
Serwer musi być maszyną niezawodną, w tym celu często posiada 2 lub więcej wbudowanych zasilaczy typu hot-plug i awaryjne zasilanie, a pomieszczenie, w którym stoi powinno posiadać odpowiednią wentylację lub klimatyzację. Dodatkowo niezawodność podnosi zastosowanie układu kontroli poprawnej pracy, tzw. watchdog, którego zadaniem jest przeprowadzenie restartu serwera w razie zawieszenia się systemu operacyjnego.
Serwer jest zazwyczaj podłączony do Internetu szybkim łączem światłowodowym, aby móc udostępniać swoje zasoby innym komputerom – typowym przykładem jest tu serwer WWW. Może również jako serwer pośredniczący mieć zainstalowane oprogramowanie maskarady (NAT) potrafiące dzielić łącze pomiędzy urządzenia chcące skorzystać z zasobów Internetu, które nazywa się klientami. Natomiast serwer niepodłączony do Internetu, np. działający tylko w sieci lokalnej, może zarządzać współdzieleniem zasobów na poszczególnych komputerach w tej sieci – np. zainstalowanymi programami, udostępnianymi danymi czy też urządzeniami peryferyjnymi.

## Współdzielenie zasobów
Współdzielenie zasobów w sieci z dedykowanym serwerem odbywa się najczęściej w architekturze klient-serwer.
Jeśli w sieci nie ma dedykowanego serwera, tzn. jest to sieć równorzędna, to teoretycznie każdy komputer może być w niej jednocześnie serwerem i klientem, a współdzielenie zasobów odbywa się na zasadzie połączeń w modelu peer-to-peer.

## Oprogramowanie serwerowe
Serwery najczęściej pracują pod kontrolą systemów operacyjnych takich jak: FreeBSD, GNU/Linux, Solaris, HP-UX, AIX, OS X, Microsoft Windows Server, aczkolwiek stosuje się także oprogramowanie hiperwizora pozwalające na wirtualizację, która umożliwia uruchamianie kilku systemów operacyjnych równocześnie.
Wśród wielu usług realizowanych przez serwery w Internecie są m.in.: obsługa stron WWW, poczty elektronicznej, przesyłanie plików (np. FTP), komunikacja online, strumieniowa transmisja audio i wideo czy portale społecznościowe oraz wiele innych. W przypadku serwerów WWW wykorzystywane jest najczęściej oprogramowanie Apache.